# The Last Full Measure
Pour plus de détails, voir Fiche technique et Distribution.
The Last Full Measure (ou L'Ultime Sacrifice pour la sortie DVD en France) est un film américain réalisé par Todd Robinson sorti en 2019.

## Synopsis
L'Ultime Sacrifice raconte l'histoire vraie du héros de guerre William H. Pitsenbarger (Jeremy Irvine), surnommé PJ, un sauveteur en hélicoptère de l'armée américaine qui a sauvé plus de soixante hommes à lui seul pendant la guerre du Vietnam. Lors d'une mission, le 11 avril 1966, on lui propose de s'échapper avec le dernier hélicoptère quittant la zone de combat en plein tir, mais il choisit de rester et de sauver la vie de ses camarades de la première division d'infanterie, avant de faire l'ultime sacrifice lors d'une des plus sanglantes batailles de la guerre. Trente-deux ans plus tard, un employé respecté du Pentagone, Scott Huffman (Sebastian Stan) est missionné pour étudier la demande faite par le meilleur ami de PJ (William Hurt), et ses parents (Christopher Plummer & Diane Ladd), de lui attribuer la médaille d'honneur du Congrès, à titre posthume. Huffman cherche donc les témoignages de vétérans qui ont assisté au sauvetage entrepris par Pitsenbarger, notamment ceux de Takoda (Samuel L. Jackson), Burr (Peter Fonda) et Mott (Ed Harris). Pourtant, alors qu'Huffman en apprend plus sur les actes héroïques de PJ, il se rend compte que des personnes haut placées essaient de cacher ce qu'il s'est réellement passé et ont refusé la demande de médaille depuis des années. Huffman fera tout pour obtenir justice pour PJ, quitte à y perdre sa carrière.

## Fiche technique
Sauf indication contraire, les informations mentionnées dans cette section peuvent être confirmées par la base de données cinématographiques IMDb,  présente dans la section « Liens externes ».
- Titre original : The Last Full Measure
- Titre Français : L'Ultime Sacrifice
- Réalisation : Todd Robinson
- Scénario : Todd Robinson
- Directeur de la photographie : Byron Werner
- Montage : Claudia Castello, Terel Gibson et Richard Nord (en)
- Musique : Philip Klein
- Décors : Kristie Suffield
- Costumes : Peggy Stamper
- Production : Robert Reed Peterson, Timothy Scott Bogart, Mark Damon et Nicholas Cafritz
- Société de production : Foresight Unlimited
- Société de distribution : Roadside Attractions[2], Lionsgate
- Durée : 116 minutes
- Budget : 35 000 000 $
- Genre : Guerre, drame
- Dates de sortie :
  - États-Unis : 19 octobre 2019 (Westhampton Beach) ; 24 janvier 2020 (sortie nationale)
  - France : 23 avril 2020 (en VOD), 19 octobre 2022 (en DVD)

## Distribution
- Sebastian Stan (VF : Sébastien Desjours) : Scott Huffman
- Christopher Plummer (VF : Frédéric Cerdal) : Frank Pitsenbarger
- William Hurt (VF : Gabriel Le Doze) : Tom Tulley
- Ed Harris (VF : Antoine Tomé) : Ray Mott
- Samuel L. Jackson (VF : Thierry Desroses) : Billy Takoda
- Jeremy Irvine (VF : Vincent de Bouard) : William Pitsenbarger
- Peter Fonda : Jimmy Burr
- John Savage (VF : Georges Caudron) : Kepper
- Diane Ladd : Alice Pitsenbarger
- Ethan Russell : Tully jeune
- Zach Roerig : Ray Mott jeune
- Ser'Darius Blain : Billy Takoda jeune
- James Jagger : Jimmy Burr jeune
- Cody Walker : Kepper jeune
- Lisa Gay Hamilton (VF : Nathalie Spitzer) : Celia
- Michael Imperioli : Jay Ford
- Amy Madigan (VF : Monique Nevers) : Donna Burr
- Linus Roache : Whit Peters
- Alison Sudol : Tara Huffman
- Bradley Whitford : Carlton Stanton
- Dale Dye : Holt
- Julian Adams : Lt. John Quaid

## Autour du film
Morgan Freeman et Laurence Fishburne avaient été pressentis pour interpréter le rôle de Takoda. Quant au rôle de William Pitsenbarger, il a été prévu de l'attribuer à Grant Gustin.
Il s'agit du dernier film de Peter Fonda, décédé en août 2019, et de Christopher Plummer, décédé en février 2021.